# Agenda oculta
Agenda oculta (Hidden Agenda en anglès) és una película britànica de 1990 dirigida per Ken Loach i protagonitzada per Frances McDormand i Brian Cox. Ambientada a Irlanda del Nord el 1980, tracta l'assassinat de Paul Sullivan (Brad Dourif), membre de la Lliga dels Drets Humans, mentre investigava denúncies de tortures per part dels serveis d'intel·ligència britànics. L'inspector Peter Kerrigan (Brian Cox) és enviat a Belfast per resoldre el cas amb l'ajuda de l'advocada Ingrid Jessner (Frances McDormand), però troba nombrosos obstacles i resistències.
Inspirada en el cas de John Stalker, la pel·lícula denuncia el terrorisme d'Estat, la corrupció policial i les activitats clandestines de les agències d'espionatge. Ken Loach utilitza una trama pròpia del cinema negre per exposar un presumpte complot de la CIA i el MI5 per afavorir Margaret Thatcher. L'obra va generar controvèrsia, especialment al Regne Unit, on va ser acusada d'afavorir l'IRA. Va rebre el Premi Especial del Jurat al Festival Internacional de Cinema de Canes de 1990.